# Alankara
Alankara înseamnă „ornament” în sanscrită și este folosită de hinduși în muzica lor clasică pentru a se referi în mod colectiv la diverse tehnici de înfrumusețare utilizate în muzică, atât vocale și instrumentale. Unele tipuri comune de alankara folosite în muzica clasică sunt Meend (o tehnică vocală cântată într-un mod fluid unde o notă fuzionează în alta - există multe tipuri diferite de meend), Kan-Swar, andolan (ca un leagăn blând pe note specifice, utilizate în mod selectiv), gamaka (o oscilație complicată între două sau trei note distincte), khatka / gitkari (o versiune rapidă a unui grup de note distincte ușoare) și murki (o predare chiar mai ușoară și mai subtilă de note).

## Legăturiexterne
- Raag Hindustani - Înfrumusețare